# Winnenden
Winnenden város Németország délnyugati részében, Baden-Württemberg tartomány Rems-Murr járásában, Stuttgarttól mintegy 20 kilométerre északkeletre.
Winnendenben van a tisztítóberendezéseket és gépeket gyártó Kärcher cég székhelye.

## Városrészei
A következő településeket beolvasztattak városába:

1971: Baach
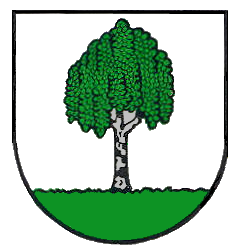
1974: Birkmanns-weiler
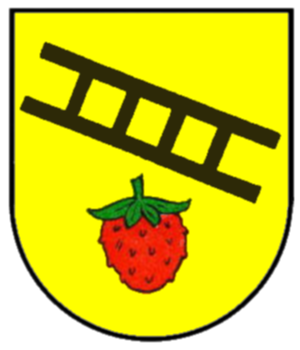
1972: Breunings-weiler
1971: Bürg
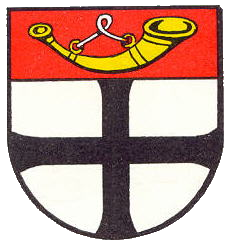
1971: Hanweiler
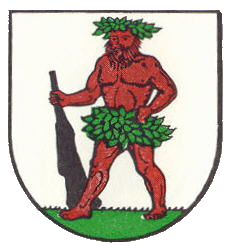
1971: Hertmanns-weiler
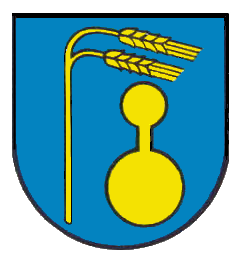
1971: Höfen

## Története
A legkorábbi Winnendent említő dokumentum 1181-es keltezésű. Ez egy bizonyos Gottfried of Schauenburg Winnendenre hivatkozik, mint annak tanujára, hogy a városban lévő vár I. Frigyes német-római császár birtokában van. 1200 körül a vár, amely ekkor a Windin nevet viselte, Neuffeni Henrik tulajdona volt, majd 1277-ben Konrad von Weinsbergé lett. 1325-ben a várat és a várost Württembergnek adták el.
A német parasztháború környékén Winnenden előbb a parasztsereg, az "Armer Konrad" ellenőrzése alatt állt, de 1519-ben a Sváb Liga kaparintotta meg. 1616-ban egy járvány végzett a winnendeniek mintegy felével. A harmincéves háború alatt a várost 1638-ban, majd 1643-ban felprédálták. Ebben az időszakban a Német-római Birodalom, Franciaország és Svédország csapatai felváltva foglalták el.

## A 2009-es iskolai mészárlás

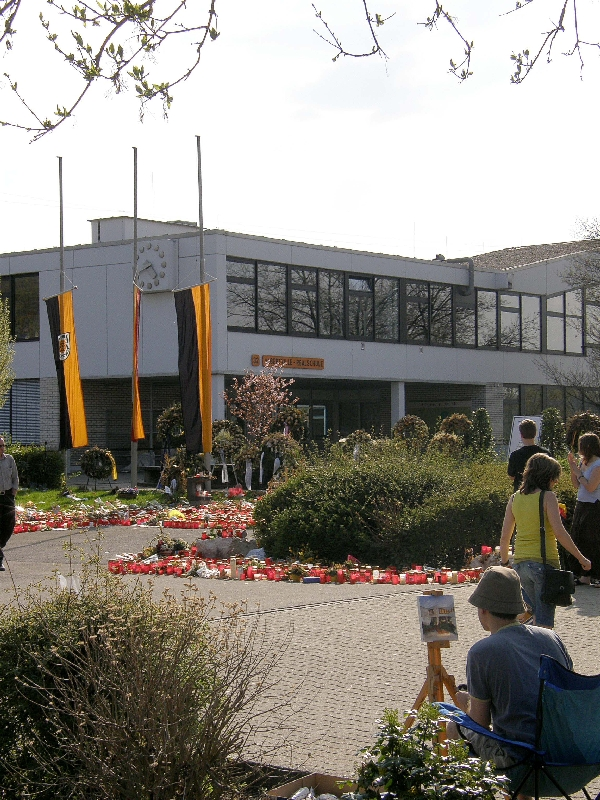
Az Albertville-iskola

2009. március 11-én Winnenden az Albertville-Realschule iskolában és környékén történt lövöldözéssel vonta magára a világ figyelmét. Az iskola egy korábbi diákja figyelmeztetés nélkül nyitott tüzet. Tizenhatan haltak meg, köztük járókelők is. A támadó öngyilkosságot követett el. Baden-Württemberg belügyminisztere, Heribert Rech beszámolója szerint az iskolában megöltek csaknem mindegyike nőnemű volt: nyolc diáklány, három tanárnő és egy diákfiú.

## Testvérvárosai
- Albertville, Franciaország
- Santo Domingo de la Calzada, Spanyolország

## Fordítás
- Ez a szócikk részben vagy egészben  a   Winnenden című angol Wikipédia-szócikk ezen változatának fordításán alapul.  Az eredeti cikk szerkesztőit annak laptörténete sorolja fel. Ez a jelzés csupán a megfogalmazás eredetét és a szerzői jogokat jelzi, nem szolgál a cikkben szereplő információk forrásmegjelöléseként.